# Mehdi Cerbah
Mehdi Cerbah (3 de abril de 1953 – 29 de outubro de 2021) foi um futebolista argelino. Competiu na Copa do Mundo FIFA de 1982, sediada na Espanha, na qual a seleção de seu país terminou na 13.º colocação dentre os 24 participantes.
Em clubes, atuou pelo Kouba de 1980 a 1982, com o qual venceu o Campeonato Argelino em 1981.

## Morte
Cerbah morreu em 29 de outubro de 2021, aos 68 anos de idade.